# مژرایونتسی
مژرایونتسی (روسی: межрайонцы) یک گروه کوچک مستقر در پتروگراد بود که بخشی از حزب سوسیال دمکرات کارگر روسیه به حساب می‌آمد. این گروه بین سالهای ۱۹۱۳ تا ۱۹۱۷ فعال بود و در هنگام انقلاب ۱۹۱۷ روسیه در بلشویک‌ها ادغام شد.